# محمد فتحي عبد الهادي
محمد فتحي عبد الهادي (1943-) هو كاتب مصري، ولد في الشرقية، حصل على دكتوراه من جامعة القاهرة في 1975، وعلى ماجستير مكتبات ومعلومات من جامعة القاهرة في 1971، عمل أستاذًا للمكتبات والمعلومات في قسم المكتبات والوثائق والمعلومات بكلية الآداب جامعة القاهرة (1986-2012).
عمل وكيلًا لكلية الآداب لشؤون خدمة المجتمع وتنمية البيئة في كلية الآداب بجامعة القاهرة (1998-2004)، ومدير مركز بحوث نظم وخدمات المعلومات بكلية الآداب بجامعة القاهرة (1996-2002)، وأستاذ ورئيس قسم المكتاب والوثائق بكلية الآداب بجامعة السلطان قابوس في سلطنة عمان (1991-1995)، ورئيس "اللجنة العلمية لدار الكتب ومركز الخدمات الببليوجرافية بالهيئة العامة لدار الكتب والوثائق القومية".

## سيرته المهنية
ترأس تحرير العديد من المجلات منها "مجلة المكتبات والمعلومات العربية" (1987)، و"مجلة الاتجاهات الحديثة في المكتبات والمعلومات" (1991)، و"مجلة الفهرست" الصادرة عن دار الكتب القومية بمصر (2003) و"مجلة العربية 3000″ في 2005.
شغل عضوية كل من «المجلس الأعلى لدار الكتب والوثائق القومية» و«مجلس إدارة مركز جامعة القاهرة للطباعة والنشر» و«لجنة المعلومات باللجنة الوطنية المصرية للتربية والعلوم والثقافة» و«مجلس البحوث الاجتماعية بأكاديمية البحث العلمي والتكنولوجيا» و«لجنة المكتبات بصندوق التنمية الثقافية بوزارة الثقافة».

## مؤلفاته
- قائمة ببليوجرافية بأعمال المشتغلين بعلم الاجتماع في مصر، القاهرة: المركز القومي للبحوث الاجتماعية والجنائية، 1965.
- تكنولوجيا المعلومات في المكتبات ومراكز المعلومات العربية بين الواقع والمستقبل، الدار المصرية اللبنانية للطباعة والنشر والتوزيع، 1999.[2]
- الشاطئ الآخر قصة حب طويلة، المجلس الأعلى للثقافة، 1962.[3]
- المعلومات والمعرفة والتحديات في المجتمع العربي المعاصر، دار الجوهرة للنشر والتوزيع، 2015.[4]
- دليل الإنتاج الفكري في العلوم الاجتماعية.
- التراث العربي الإسلامي: ببليوجرافية بالإنتاج الفكري العربي من 1882 إلى 1998، المنظمة العربية للتربية والثقافة والعلوم، 1976.[5]
- مصادر المعلومات المرجعية في الانسانيات، الدار المصرية اللبنانية، 2003.[6]
- قياسات المعلومات والمعرفة بين النظرية والتطبيق، الدار المصرية اللبنانية، 2011.[7]
- مقدمة في علم المعلومات، دار المعرفة الجامعية، 2014.[8]
- الفهرسة في البيئة الإلكترونية، 2010.[9]
- المكانز كأدوات للتكشيف واسترجاع المعلومات، دار غريب للطباعة والنشر، 2014.[10]
- المدخل إلى علم الفهرسة، دار الثقافة العلمية، 1979.[11]
- دراسات في الضبط الببليوجرافى، العربي للنشر والتوزيع، 2013.[12]
- المكتبات الوطنية، الدار المصرية اللبنانية، 2009.[13]
- المكتبات الجامعية؛ تنظيمها وإدارتها وخدماتها ودورها في تطوير التعليم الجامعي والبحث العلمي، دار غريب للطباعة والنشر والتوزيع، 2001.[14]
- المكتبات العامة، الدار المصرية اللبنانية، 2014.[15]
- المعلومات وتكنولوجيا المعلومات على أعتاب قرن جديد، مكتبة الدار العربية للكتاب، 2000.[16]
- المكتبات والمعلومات العربية بين الواقع والمستقبل، الدار المصرية اللبنانية، 2014.[17]
- مبادئ التصنيف، مكتبة المتنبي، 2013.[18]
- مجتمع المعلومات بين النظرية والتطبيق، الدار المصرية اللبنانية، 2007.[19]
- البحث ومناهجه في علم المكتبات والمعلومات، الدار المصرية اللبنانية، 2003.[20]
- المكتبات والمعلومات: دراسة في الإعداد المهني والببليوجرافيا والمعلومات، 1997.[21]
- دراسات في تعليم المكتبات والمعلومات: بالاشتراك مع أسامة السيد محمود. 2013.[22]
- دراسات في المكتبات والمعلومات، 2013.[23]
- المكتبة والطفل، الدار المصرية اللبنانية، 2001.[24]
- المصادر المرجعية المتخصصة، دار الثقافة العلمية، 2014.[25]
- النشر الإلكتروني وتأثيره علي مجتمع المكتبات والمعلومات، المكتبة الأكاديمية، 2001.[26]
- المكتبة المدرسية ودورها في النظم التعليمية المعاصرة: بالاشتراك مع حسن محمد عبد الشافي، حسن سيد شحاتة. الدار المصرية اللبنانية، 1999.[27]
- الندوة العلميه حول الاستخدام الالي في المكتبات ومراكز المعلومات المصريه بين الحاضر والمستقبل، 2014.[28]
- الميتاداتا: أسسها النظرية وتطبيقاتها العملية، الدار المصرية اللبنانية، 2013.[29]
- دراسة في المؤسسات والإعلام والإنتاج الفكرى، مكتبة الدار العربية للكتاب السلسلة: علم المكتبات والمعلومات، 1996.[30]
- المعالجة الفنية لأوعية المعلومات، مكتبة المتنبي، 2014.[31]
- المواد غير المطبوعة في المكتبات الشاملة، الدار المصرية اللبنانية، 1997.[32]
- اتجاهات حديثة في الفهرسة: بالاشتراك مع نبيلة خليفة جمعة، يسرية عبد الحليم زايد. الدار المصرية اللبنانية، 1997.[33]
- التكشيف والاستخلاص: المفاهيم، الاسس، التطبيقات بالاشتراك مع يسرية محمد عبد الحليم زيد، الدار المصرية اللبنانية، 2000.[34]
- مصادر المعلومات المرجعية المتخصصة، المكتبة الاكاديمية، 2002.[35]
- مكتبات الأطفال، دار غريب للطباعة والنشر، 2014.[36]
- قواعد الفهرسة الانجلو أمريكية، الدار المصرية اللبنانية، 2001.[37]
- مقدمة في علم المعلومات – نظرة جديدة، 2012.[38]
- المعلومات ومؤسساتها في البيئة الرقمية، دار العالم العربي للنشر والتوزيع، 2012.[39]

### مجلة الاتجاهات الحديثة في المكتبات والمعلومات
- الاتجاهات الحديثة في المكتبات والمعلومات- العدد الثالث عشر، البحوث الأكاديمية، المكتبة الأكاديمية.[40]
- الاتجاهات الحديثة في المكتبات والمعلومات - العدد الرابع عشر، الحرب الأهلية، المكتبة الأكاديمية، 238.[41]
- الاتجاهات الحديثة في المكتبات والمعلومات - العدد الخامس عشر، الصحافة الحديثة، المكتبة الأكاديمية، 240.[42]
- الاتجاهات الحديثة في المكتبات والمعلومات - العدد الثاني والعشرون، الأدوات والالات المكتبية، المكتبة الأكاديمية.[43]
- الاتجاهات الحديثة في المكتبات والمعلومات- العدد الثالث والعشرون، البرمجة اللغوية العصبية، المكتبة الأكاديمية، 265.[44]
- الاتجاهات الحديثة في المكتبات والمعلومات - العدد الرابع والعشرون، الشبكات الكهربائية، المكتبة الأكاديمية.[45]
- الاتجاهات الحديثة في المكتبات والمعلومات - العدد الخامس والعشرين، رياضيات الأعداد، المكتبة الأكاديمية، 301.[46]
- الاتجاهات الحديثة في المكتبات والمعلومات - العدد التاسع والعشرون، البحوث الأكاديمية، المكتبة الأكاديمية، 358.[47]
- الاتجاهات الحديثة في المكتبات والمعلومات - العدد الثلاثون، الثقة بالنفس، المكتبة الأكاديمية.[48]
- الاتجاهات الحديثة في المكتبات والمعلومات - العدد الواحد والثلاثون، تطوير المعرفة والمهارات، المكتبة الأكاديمية.[49]

## جوائز وتكريمات
حصل فتحي على عدة جوائز وتكريمات منها:
- جائزة أفضل مشروع عربي في المكتبات والمعلومات لعام 2015 من الاتحاد العربي للمكتبات والمعلومات.
- جائزة جامعة القاهرة للتميز 2013.
- جائرة الدولة للتفوق في العلوم الاجتماعية 2008.